# Leptothorax leucacanthus
Leptothorax leucacanthus är en myrart som beskrevs av Baroni Urbani 1978. Leptothorax leucacanthus ingår i släktet smalmyror, och familjen myror. Inga underarter finns listade i Catalogue of Life.